# Rhode Island
Pour l’article homonyme, voir Rhode-Island (race de poule).
Le Rhode Island (prononciation en anglais : /ˈɹoʊd ˈaɪ.lənd/, littéralement « Île-de-Rhodes ») est un État des États-Unis qui fait partie de la région de la Nouvelle-Angleterre, au Nord-Est des États-Unis. C'est le plus petit État des États-Unis par superficie, mais aussi l'un des plus densément peuplés, lors du recensement de 2024, l’État compte 1,112 millions habitants. La capitale et la plus grande ville de l’État est Providence. 

## Origine du nom
La première mention du nom Rhode Island par écrit (Isola di Rhode) vient de l’explorateur Giovanni da Verrazzano en 1524 (il fait référence à une île près de l’embouchure de la baie de Narragansett, qu’il compare à l’île de Rhodes en Méditerranée). Certains attribuent le nom à l’explorateur néerlandais Adriaen Block qui nomme cette région Roode Eylandt, ce qui signifie l’« île rouge » en vieux néerlandais, en référence à l’argile rouge des côtes ; et c’est ce nom qui est plus tard anglicisé en Rhode Island, lorsque la région passe sous contrôle britannique.
Le théologien Roger Williams confirme que Rhode Island porte également le nom de « Plantation de Providence » en référence à la colonie nouvelle. Son nom complet est « État du Rhode Island et des Plantations de Providence » (State of Rhode Island and Providence Plantations). À la suite des polémiques et du référendum de novembre 2020, le nom est raccourci à Rhode Island.

## Histoire
En 1524, le navigateur italien Giovanni da Verrazzano, envoyé par François Ier, est le premier Européen à visiter une partie de ce qui est l’actuel État du Rhode Island. Il aperçoit au large l’actuelle Block Island et la nomme Luisa en l’honneur de Louise de Savoie, reine-mère de France. Verrazzano décrit l’île comme ayant « environ la taille de l’île de Rhodes ». Lors de relevés faits par les fondateurs de la colonie du Rhode Island et des plantations de Providence, il est alors entendu que l’île Aquidneck est l’île aperçue par Verrazzano. 
Une erreur se produit en 1614, quand Luisa est cartographiée par l’explorateur néerlandais Adriaen Block. Luisa est renommée en son honneur par la Compagnie néerlandaise des Indes occidentales en Block Island. L'explications officialisée par l’État du Rhode Island pour l’origine du nom veut que la région, nommée par l'explorateur néerlandais Adriaen Block, soit d'abord appelée Roodt Eylandt, néerlandais pour « île rouge » en référence à l'argile rouge des côtés, avant d'être anglicisé par les britanniques.

### Histoire coloniale et des débuts
La colonie du Rhode Island est fondée en 1644 par Roger Williams, un colon non conformiste exilé de la colonie de la baie du Massachusetts pour ses avis religieux. Il fonde la première ville de la colonie, Providence, près de la baie de Narragansett comme un centre pour la liberté religieuse. Le territoire pour la colonie est acheté aux Amérindiens locaux, ainsi qu’au roi d’Angleterre. Avant la fondation de la colonie, la région a déjà reçu la visite du marin néerlandais Adriaen Block dans les premières années du XVIIe siècle.
En 1652, le Rhode Island est la première région d’Amérique du Nord qui adopte une loi pour supprimer l’esclavage .
L’État est l’une des 13 colonies américaines qui participent à la guerre d’indépendance des États-Unis ; le gouvernement déclare son indépendance le 4 mai 1776. En revanche, il est le dernier à ratifier la Constitution des 13 colonies originelles.
Après la guerre, le Rhode Island devient un centre industriel. En 1824, Providence devient le plus grand centre pour les transactions diamantaires. En même temps, les villes industrielles se peuplent d’immigrés européens (irlandais, italiens, anglais) ou canadiens.

## Géographie
L’État du Rhode Island est situé dans le nord-est des États-Unis, bordé au nord et à l’est par le Massachusetts, à l’ouest par le Connecticut et au sud par l’océan Atlantique.
Géographiquement, la majeure partie du territoire de l’État n’est pas insulaire, mais toute la partie sud-est est constituée par la baie de Narragansett et un archipel d îles, dont l’île Aquidneck.
Cet État est le moins étendu des États-Unis. Le Rhode Island est un État densément peuplé, mais dans une moindre mesure que son grand voisin le Connecticut. La majorité de la population habite sur la côte, et près de deux habitants sur dix habitent dans la capitale Providence.
Le territoire du Rhode Island est connu pour les plages et les petites fermes, mais aussi pour une grande forêt-marais dans l’est de l’État.

### Climat
La plus haute température jamais enregistrée dans l’État du Rhode Island est 40 °C, le 2 août 1975 dans la ville de Providence tandis que la température la plus basse est de −25 °C, le 6 février 1996 à Greene. Les températures moyennes de chaque mois vont d'un minimum de −7 °C (−6,7 °C) à un maximum de 28 °C (27,8 °C). Les données concernant les précipitations annuelles du Rhode Island de 1961 à 1990 peuvent être consultées sur les sites suivants :
- (en) « Oregon Climate Service », sur cs.orst.edu — Répartition des précipitations du Rhode Island
- (en) « Rhode Island — Providence — Precipitation », sur rssWeather.com — Graphique des précipitations du Rhode Island

### Aires protégées

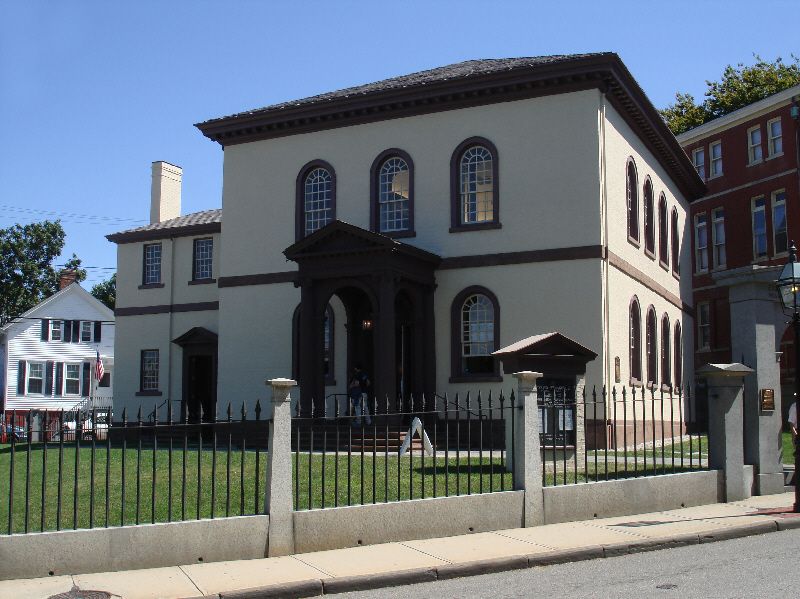
Le monument national de la synagogue Touro.

Le National Park Service gère cinq aires protégées dans le Rhode Island :
- Blackstone River Valley National Historical Park
- Blackstone River Valley National Heritage Corridor (en)
- Roger Williams National Memorial
- Synagogue Touro
- Washington–Rochambeau Revolutionary Route (en)

## Subdivisions administratives

### Comtés
L’État du Rhode Island est divisé en 5 comtés.

### Agglomérations
L’État fait partie intégrante du BosWash, une mégalopole qui s'étend sur plusieurs États du Nord-Est des États-Unis entre Boston et Washington.

#### Aire métropolitaine
Le Bureau de la gestion et du budget définit une aire métropolitaine en partie dans l’État du Rhode Island.
| Zone urbaine              | Population (nationale) (2010) | Population (nationale) (2013) | Variation (nationale) (2010 – 2013) | Rang national (2013) |
| ------------------------- | ----------------------------- | ----------------------------- | ----------------------------------- | -------------------- |
| Providence-Warwick, RI-MA | 1 052 567 (1 600 852)         | 1 051 511 (1 604 291)         | −0,1 % (+0,2 %)                     | (38)                 |

En 2010, tous les Rhode-Islandais résident dans l’aire métropolitaine de Providence-Warwick.

#### Aire métropolitaine combinée
Le Bureau de la gestion et du budget définit également une aire métropolitaine combinée en partie dans l’État du Rhode Island.
| Zone urbaine                             | Population (nationale) (2010) | Population (nationale) (2013) | Variation (nationale) (2010 – 2013) | Rang national (2013) |
| ---------------------------------------- | ----------------------------- | ----------------------------- | ----------------------------------- | -------------------- |
| Boston-Worcester-Providence, MA-RI-NH-CT | 1 052 567 (7 893 376)         | 1 051 511 (8 041 303)         | −0,1 % (+1,9 %)                     | (6)                  |

### Municipalités

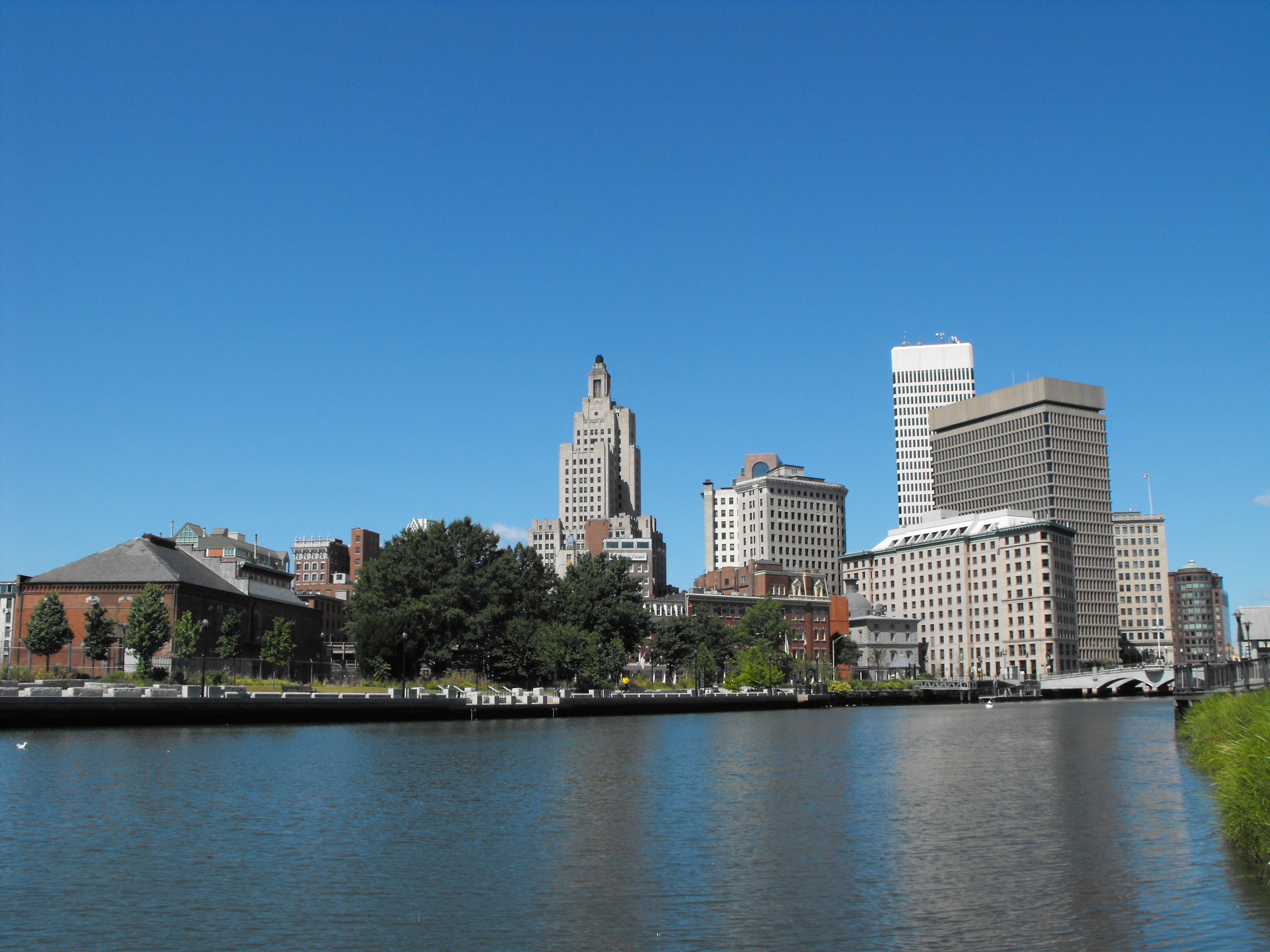
La capitale du Rhode Island, Providence.

L’État du Rhode Island compte 39 municipalités, dont 10 de plus de 30 000 habitants.
| Rang | Municipalité     | Type | Comté      | Population (2010) | Population (2013) | Variation (2010 − 2013) |
| ---- | ---------------- | ---- | ---------- | ----------------- | ----------------- | ----------------------- |
| 1    | Providence       | City | Providence | 178 042           | 177 994           | −0,0 %                  |
| 2    | Warwick          | City | Kent       | 82 672            | 81 971            | −0,9 %                  |
| 3    | Cranston         | City | Providence | 80 387            | 80 566            | +0,2 %                  |
| 4    | Pawtucket        | City | Providence | 71 148            | 71 172            | +0,0 %                  |
| 5    | East Providence  | City | Providence | 47 037            | 47 149            | +0,2 %                  |
| 6    | Woonsocket       | City | Providence | 41 186            | 41 026            | −0,4 %                  |
| 7    | Coventry         | Town | Kent       | 35 014            | 34 935            | −0,2 %                  |
| 8    | Cumberland       | Town | Providence | 33 506            | 34 055            | +1,6 %                  |
| 9    | North Providence | Town | Providence | 32 078            | 32 238            | −0,5 %                  |
| 10   | South Kingstown  | Town | Washington | 30 639            | 30 615            | −0,1 %                  |

## Démographie

### Population

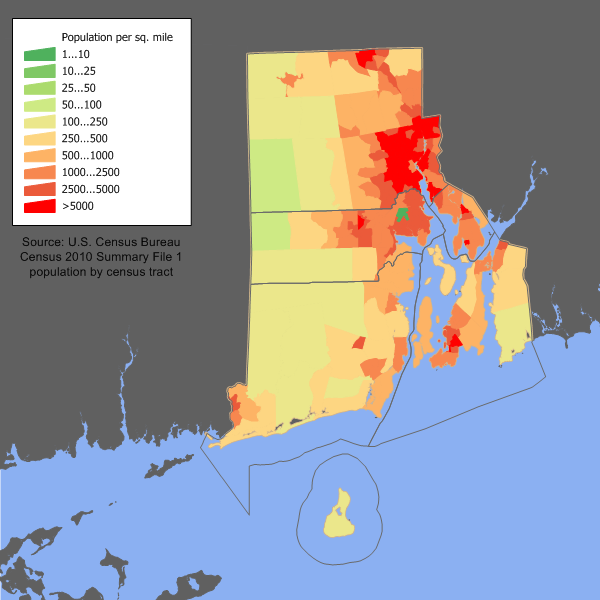
Densités de population en 2010 (en mile carré).

Le Bureau du recensement des États-Unis estime la population du Rhode Island à 1 059 361 habitants au 1er juillet 2019, soit une hausse de 0,65 % depuis le recensement des États-Unis de 2010 qui décompte 1 052 567 habitants.
Avec 1 052 567 habitants en 2010, le Rhode Island est le 43e État le plus peuplé des États-Unis. Sa population compte pour 0,34 % de la population du pays. Le centre démographique de l’État esr localisé dans le comté de Providence dans la ville de Cranston.
Avec 393,08  hab./km2 en 2010, le Rhode Island esr le 2e État le plus dense des États-Unis après le New Jersey (461,55 hab./km2).
Le taux d’urbains est de 90,7 % et celui de ruraux de 9,3 %.
En 2010, le taux de natalité s’éleve à 10,6 ‰ (10,4 ‰ en 2012) et le taux de mortalité à 9,1 ‰ (8,9 ‰ en 2012). L’indice de fécondité est de 1,63 enfant par femme (1,59 en 2012). Le taux de mortalité infantile s’éleve à 7,1 ‰ (6,5 ‰ en 2012). La population est composée de 21,28 % de personnes de moins de 18 ans, 11,40 % de personnes entre 18 et 24 ans, 25,06 % de personnes entre 25 et 44 ans, 27,83 % de personnes entre 45 et 64 ans et 14,43 % de personnes de 65 ans et plus. L’âge médian est de 39,4 ans.
Entre 2010 et 2013, la décroissance de la population (−1 056) est le résultat d’une part d’un solde naturel positif (4 753) avec un excédent des naissances (35 614) sur les décès (30 861), et d’autre part d’un solde migratoire négatif (−5 672) avec un excédent des flux migratoires internationaux (11 659) et un déficit des flux migratoires intérieurs (−17 331).
Selon des estimations de 2013, 84,8 % des Rhode-Islandais sont nés dans un État fédéré, dont 57,8 % dans l’État du Rhode Island et 27,0 % dans un autre État (20,1 % dans le Nord-Est, 3,1 % dans le Sud, 2,4 % dans le Midwest, 1,4 % dans l’Ouest), 2,3 % sont nés dans un territoire non incorporé ou à l’étranger avec au moins un parent américain et 12,9 % sont nés à l’étranger de parents étrangers (45,6 % en Amérique latine, 21,3 % en Europe, 18,6 % en Asie, 12,5 % en Afrique, 1,6 % en Amérique du Nord, 0,3 % en Océanie). Parmi ces derniers, 51,3 % sont naturalisés américains et 48,7 % étaient étrangers,.
Selon des estimations de 2012 effectuées par le Pew Hispanic Center, l’État compte 35 000 immigrés illégaux, soit 3,3 % de la population.

### Composition ethno-raciale et origines ancestrales
Selon le recensement des États-Unis de 2010, la population est composée de 81,41 % de Blancs, 5,72 % de Noirs, 3,30 % de métis, 2,89 % d’Asiatiques (0,65 % de Chinois, 0,49 % de Cambodgiens), 0,58 % d’Amérindiens, 0,05 % d’Océaniens et 6,05 % de personnes n’entrant dans aucune de ces catégories.
Les métis se décomposent entre ceux revendiquant deux races (2,99 %), principalement blanche−noire (0,78 %) et blanche−autre (0,61 %), et ceux revendiquant trois races ou plus (0,32 %).
Les non-hispaniques représentent 87,59 % de la population avec 76,35 % de Blancs, 4,90 % de Noirs, 2,85 % d’Asiatiques, 2,23 % de métis, 0,38 % d'Amérindiens, 0,03 % d’Océaniens et 0,84 % de personnes n’entrant dans aucune de ces catégories, tandis que les Hispaniques comptent pour 12,41 % de la population, principalement des personnes originaires de la République dominicaine (3,33 %), de Porto Rico (3,32 %), du Guatemala (1,79 %), du Mexique (0,86 %) et de la Colombie (0,79 %).
|                                         | 1940  | 1950  | 1960  | 1970  | 1980  | 1990  | 2000  | 2010  |
| --------------------------------------- | ----- | ----- | ----- | ----- | ----- | ----- | ----- | ----- |
| Blancs                                  | 98,38 | 98,12 | 97,58 | 96,62 | 94,67 | 91,42 | 85,01 | 81,41 |
| ———Non hispaniques                      |       |       |       |       | 93,40 | 89,30 | 81,89 | 76,35 |
| Noirs                                   | 1,55  | 1,76  | 2,13  | 2,68  | 2,91  | 3,87  | 4,47  | 5,72  |
| ———Non hispaniques                      |       |       |       |       |       | 3,42  | 4,00  | 4,90  |
| Asiatiques (et Océaniens jusqu'en 1990) | 0,04  | 0,07  | 0,14  | 0,40  | 0,56  | 1,83  | 2,26  | 2,89  |
| ———Non hispaniques                      |       |       |       |       |       |       | 2,23  | 2,85  |
| Autres                                  | 0,03  | 0,05  | 0,15  | 0,30  | 1,86  | 2,88  | 8,26  | 9,98  |
| ———Non hispaniques                      |       |       |       |       |       |       | 3,22  | 3,49  |
| Hispaniques (toutes races confondues)   |       |       |       |       | 2,08  | 4,56  | 8,66  | 12,41 |

En 2013, le Bureau du recensement des États-Unis estime la part des non-Hispaniques à 86,4 %, dont 74,6 % de Blancs, 5,3 % de Noirs, 3,1 % d’Asiatiques et 2,1 % de métis, et celle des Hispaniques à 13,6 %.
En 2000, les Rhode-Islandais s’identifient principalement comme étant d’origine italienne (19,0 %), irlandaise (18,4 %), anglaise (12,0 %), française (10,9 %), portugaise (8,7 %), canadienne-française (6,4 %), allemande (5,3 %), polonaise (4,1 %) et américaine (3,0 %).
L’État a les plus fortes proportions de personnes d’origine italienne, portugaise et arménienne, la 3e plus forte proportion de personnes d’origine irlandaise, la 4e plus forte proportion de personnes d’origine canadienne-française ainsi que la 5e plus forte proportion de personnes d’origine française.
L’État abrite la 25e communauté juive des États-Unis. Selon le North American Jewish Data Bank, l’État compte 18 750 Juifs en 2013 (22 280 en 1971), soit 1,8 % de la population.
Les Amérindiens s’identifient principalement comme étant Narragansetts (22,7 %), Wampanoags (4,1 %), Cherokees (3,2 %) et Pequots (2,1 %).
Les Hispaniques sont principalement originaires de la République dominicaine (26,8 %), de Porto Rico (26,8 %), du Guatemala (14,4 %), du Mexique (7,0 %) et de la Colombie (6,3 %). Composée à 40,7 % de Blancs, 8,7 % de métis, 6,6 % de Noirs, 1,6 % d’Amérindiens, 0,4 % d’Asiatiques, 0,2 % d’Océaniens et 41,9 % de personnes n’entrant dans aucune de ces catégories, la population hispanique représente 44,9 % des Océaniens, 33,6 % des Amérindiens, 32,5 % des métis, 14,3 % des Noirs, 6,2 % des Blancs, 1,5 % des Asiatiques et 86,1 % des personnes n’entrant dans aucune de ces catégories.
L’État a la plus forte proportion de personnes originaires du Guatemala (1,79 %), les 2e plus fortes proportions de personnes originaires de la République dominicaine (3,33 %) et de la Bolivie (0,18 %), la 3e plus forte proportion de personnes originaires de la Colombie (0,79 %), la 6e plus forte proportion de personnes originaires de Porto Rico (3,32 %) ainsi que la 9e plus forte proportion de personnes originaires de l’Équateur (0,11 %).
L’État compte également le 6e plus grand nombre de personnes originaires de la République dominicaine (35 008) et le 9e plus grand nombre de personnes originaires de la Bolivie (1 912).
Les Asiatiques s’identifient principalement comme étant Chinois (22,5 %), Cambodgiens (17,0 %), Indiens (15,3 %), Laotiens (9,4 %), Philippins (8,6 %), Coréens (7,0 %), Viêts (4,4 %) et Hmongs (3,0 %).
L’État a les plus fortes proportions de Cambodgiens (0,49 %) et de Laotiens (0,27 %).
L’État compte également le 9e plus grand nombre de Cambodgiens (5 176).
Les Métis se décomposent entre ceux revendiquant deux races (90,4 %), principalement blanche−noire (23,6 %), blanche−autre (18,3 %), blanche−asiatique (12,7 %), noire−autre (11,8 %), blanche−amérindienne (9,3 %) et noire−amérindienne (5,8 %), et ceux revendiquant trois races ou plus (9,6 %).

### Religion

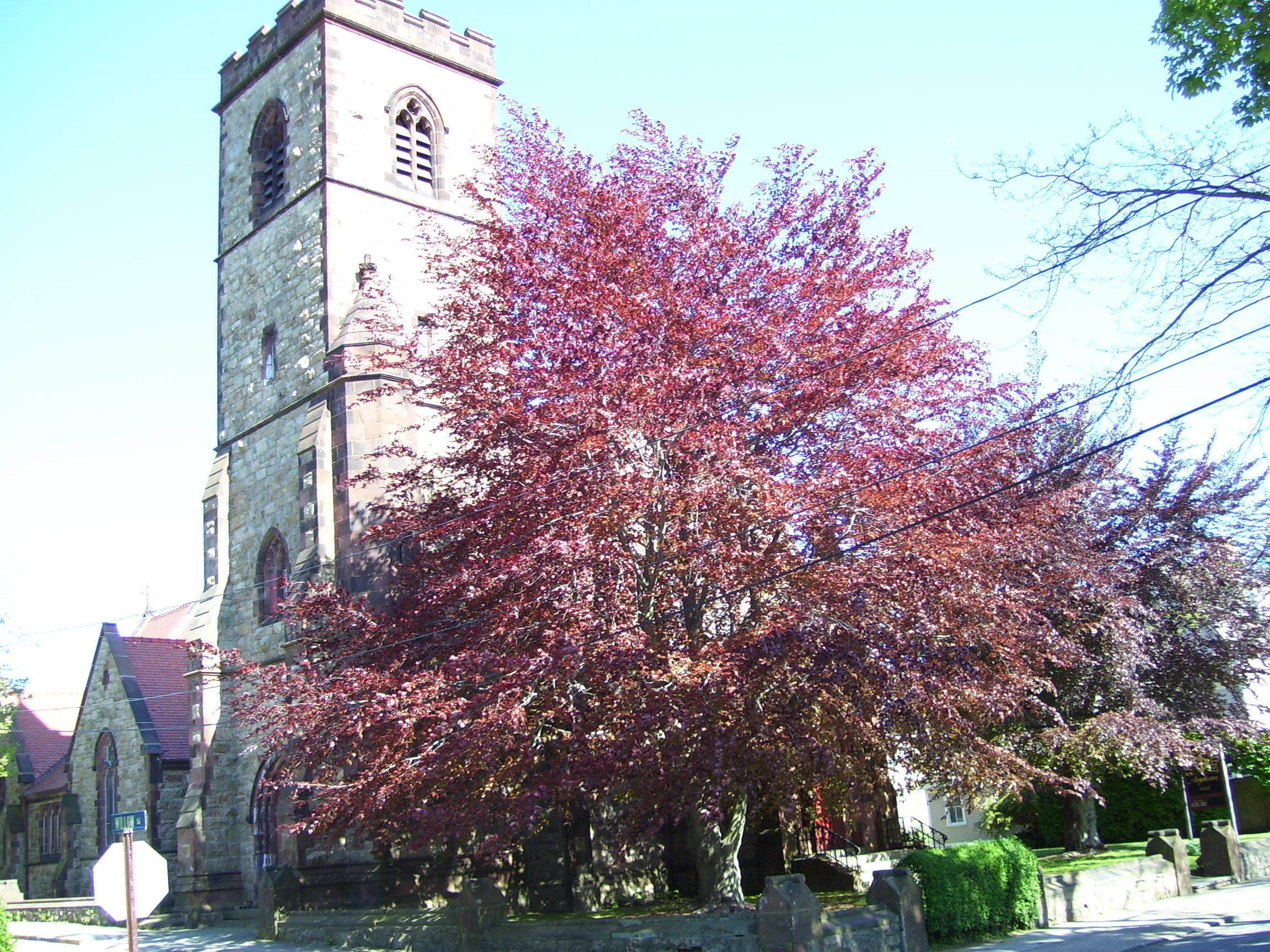
L’église anglicane Saint John Church à Newport.

Selon l’institut de sondage The Gallup Organization, en 2015, 32 % des habitants du Rhode Island se considèrent comme « très religieux » (40 % au niveau national), 30 % comme « modérément religieux » (29 % au niveau national) et 38 % comme « non religieux » (31 % au niveau national). Le territoire du diocèse catholique de Providence (érigé en 1872) coïncide depuis 1904 avec celui de l’État du Rhode Island.

### Langues
| Langue                                   | 1980    | 1990    | 2000    | 2010    | 2016    |
| ---------------------------------------- | ------- | ------- | ------- | ------- | ------- |
| Anglais                                  | 83,50 % | 82,97 % | 80,04 % | 79,24 % | 78,35 % |
| Français                                 | 4,55 %  | 3,22 %  | 1,97 %  | 1,37 %  | 0,94 %  |
| Créole français (principalement haïtien) | 4,55 %  | 0,15 %  | 0,44 %  | 0,57 %  | 0,75 %  |
| Italien                                  | 3,16 %  | 2,20 %  | 1,40 %  | 0,90 %  | 0,67 %  |
| Espagnol                                 | 1,35 %  | 3,79 %  | 8,06 %  | 10,35 % | 11,63 % |
| Polonais                                 | 0,67 %  | 0,00 %  | 0,00 %  | 0,00 %  | 0,00 %  |
| Chinois                                  | 0,15 %  | 0,27 %  | 0,39 %  | 0,59 %  | 0,68 %  |
| Portugais                                | 6,61 %  | 4,27 %  | 3,80 %  | 3,33 %  | 3,16 %  |
| Autres                                   | 6,61 %  | 3,13 %  | 3,33 %  | 3,67 %  | 3,82 %  |

## Politique
| Exécutif de l’État | Exécutif de l’État  | Exécutif de l’État    | Exécutif de l’État    | Exécutif de l’État | Exécutif de l’État   | Exécutif de l’État | Exécutif de l’État        | Exécutif de l’État | Exécutif de l’État       | Assemblée générale de l’État | Assemblée générale de l’État | Congrès                   | Congrès |
| Gouverneur         | Gouverneur          | Lieutenant-gouverneur | Lieutenant-gouverneur | Secrétaire d’État  | Secrétaire d’État    | Procureur général  | Procureur général         | Trésorier          | Trésorier                | Chambre des représentants    | Sénat                        | Chambre des représentants | Sénat   |
| ------------------ | ------------------- | --------------------- | --------------------- | ------------------ | -------------------- | ------------------ | ------------------------- | ------------------ | ------------------------ | ---------------------------- | ---------------------------- | ------------------------- | ------- |
|                    | Daniel J. McKee (D) |                       | Sabina Matos (D)      |                    | Gregg Amore (en) (D) |                    | Peter F. Neronha (en) (D) |                    | James A. Diossa (en) (D) | D : 65 ; R : 9 ; I : 1       | D : 33 ; R : 5               | D : 2                     | D : 2   |

L’électorat du Rhode Island compte environ 10 % de républicains, 40 % de démocrates et 50 % de non-affiliés. Ces derniers, s’ils votent pour le Parti démocrate aux élections présidentielles, ont longtemps soutenu des républicains modérés aux postes de gouverneur et sénateur.
Le nord de l’État — à l’exception de l’enclave libérale de Providence — a un électorat plutôt conservateur mais favorable à l’intervention du gouvernement en économie (des « Reagan Democrats »). Au contraire, le sud du Rhode Island accueille de nombreux « républicains Rockefeller », modérés, votant aujourd’hui pour le Parti démocrate. Le comté de Kent, au centre de l’État, est la région où les républicains réalisent généralement leurs meilleurs scores.

### Élections présidentielles
| Année | Républicain       | Démocrate         |
| ----- | ----------------- | ----------------- |
| 1972  | 53,00 % (220 383) | 46,80 % (194 645) |
| 1976  | 44,10 % (181 249) | 55,40 % (227 636) |
| 1980  | 37,20 % (154 793) | 47,70 % (198 342) |
| 1984  | 51,80 % (212 080) | 49,90 % (197 106) |
| 1988  | 43,93 % (177 761) | 55,64 % (225 123) |
| 1992  | 29,02 % (131 601) | 47,04 % (213 299) |
| 1996  | 26,82 % (104 683) | 59,71 % (233 050) |
| 2000  | 31,91 % (130 555) | 60,99 % (249 508) |
| 2004  | 38,67 % (169 046) | 59,42 % (259 760) |
| 2008  | 35,21 % (165 391) | 63,13 % (296 571) |
| 2012  | 35,24 % (157 204) | 62,70 % (279 677) |
| 2016  | 38,90 % (180 543) | 54,41 % (252 525) |
| 2020  | 38,61 % (199 922) | 59,39 % (307 486) |
| 2024  | 41,8 % (214 402)  | 55,5 % (285 106)  |

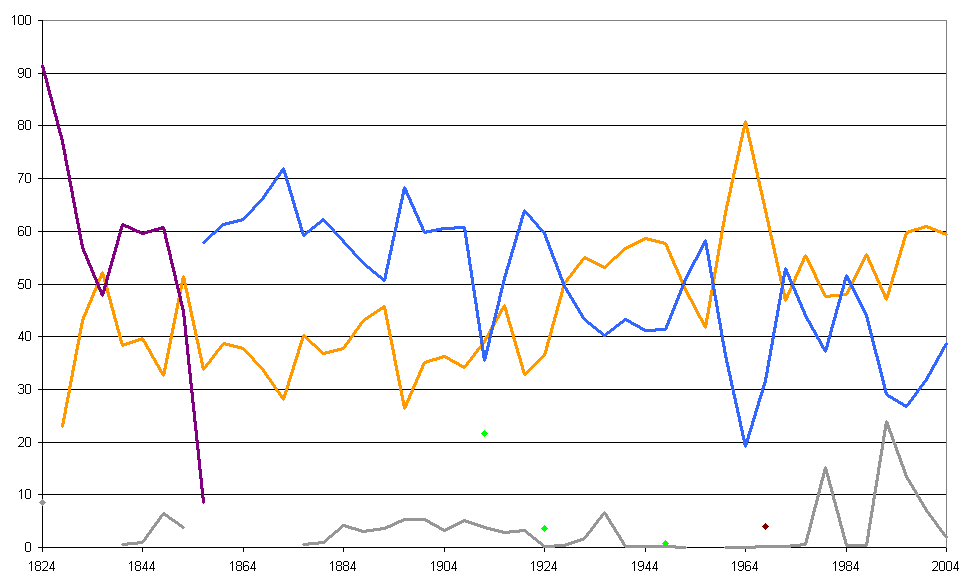
Rhode Island a longtemps été un bastion whig (violet) puis républicain (bleu). Cependant, il fut en 1928 le seul État avec le Massachusetts à voter majoritairement pour le démocrate (jaune) Al Smith. L’État est depuis lors un bastion démocrate, même lorsque les États proches de Nouvelle-Angleterre votent massivement républicain.

Au XIXe siècle, le Rhode Island est le bastion du Parti whig avant d’être constamment celui du Parti républicain de 1856 à 1908. En 1912, avec 39,04 % des voix, Woodrow Wilson est le premier démocrate[réf. souhaitée] à remporter l’État depuis Franklin Pierce en 1852. Cette victoire acquise dans le cadre d’une élection triangulaire reste sans lendemain. En 1928, avec 50,16 % des suffrages, Al Smith est le premier démocrate à remporter l’élection[réf. souhaitée] dans l’État avec à la fois une majorité absolue de suffrages tout en étant battu sur le plan national par son adversaire républicain (Herbert Hoover).
De 1928 à 1980, les républicains ne remportent l'élection dans l'État qu'à 3 reprises[réf. souhaitée] (Dwight D. Eisenhower en 1952 et 1956 et Richard Nixon en 1972). En 1964, le candidat démocrate Lyndon B. Johnson y emporte 80,87 % des suffrages contre Barry Goldwater. En 1980, il est l'un des six États (sur 50) à voter pour le démocrate Jimmy Carter, battu à l’échelon national par le républicain Ronald Reagan. En 1984, Reagan remporte l’élection dans le Rhode Island[réf. souhaitée] mais avec une marge qui place l’État au 48e rang des 49 États dans lesquels il remporte l'élection[réf. souhaitée] cette année-là. Plus aucun candidat républicain ne remporte le Rhode Island depuis 1984.[réf. souhaitée] En 1988 et 2000, le Rhode Island est l'État qui apporte en pourcentage le plus de voix au candidat démocrate au niveau national. Lors de l’élection présidentielle de 2004, le démocrate John Kerry y obtient 59,42 % des voix, contre 38,67 % au président républicain George W. Bush, un de ses plus mauvais scores alors qu’il est réélu nationalement. En 2008, Barack Obama, le candidat démocrate, y obtient 64 % des suffrages et la majorité des voix dans la totalité des 39 villes et villages de l’État, à l’exception de la ville de Scituate.
Lors des élections de 2016, la démocrate Hillary Clinton remporte le Rhode Island avec 54,4 % des voix. Le Président élu, le républicain Donald Trump, y obtient pour sa part 38,9 % des suffrages.

### Politique locale

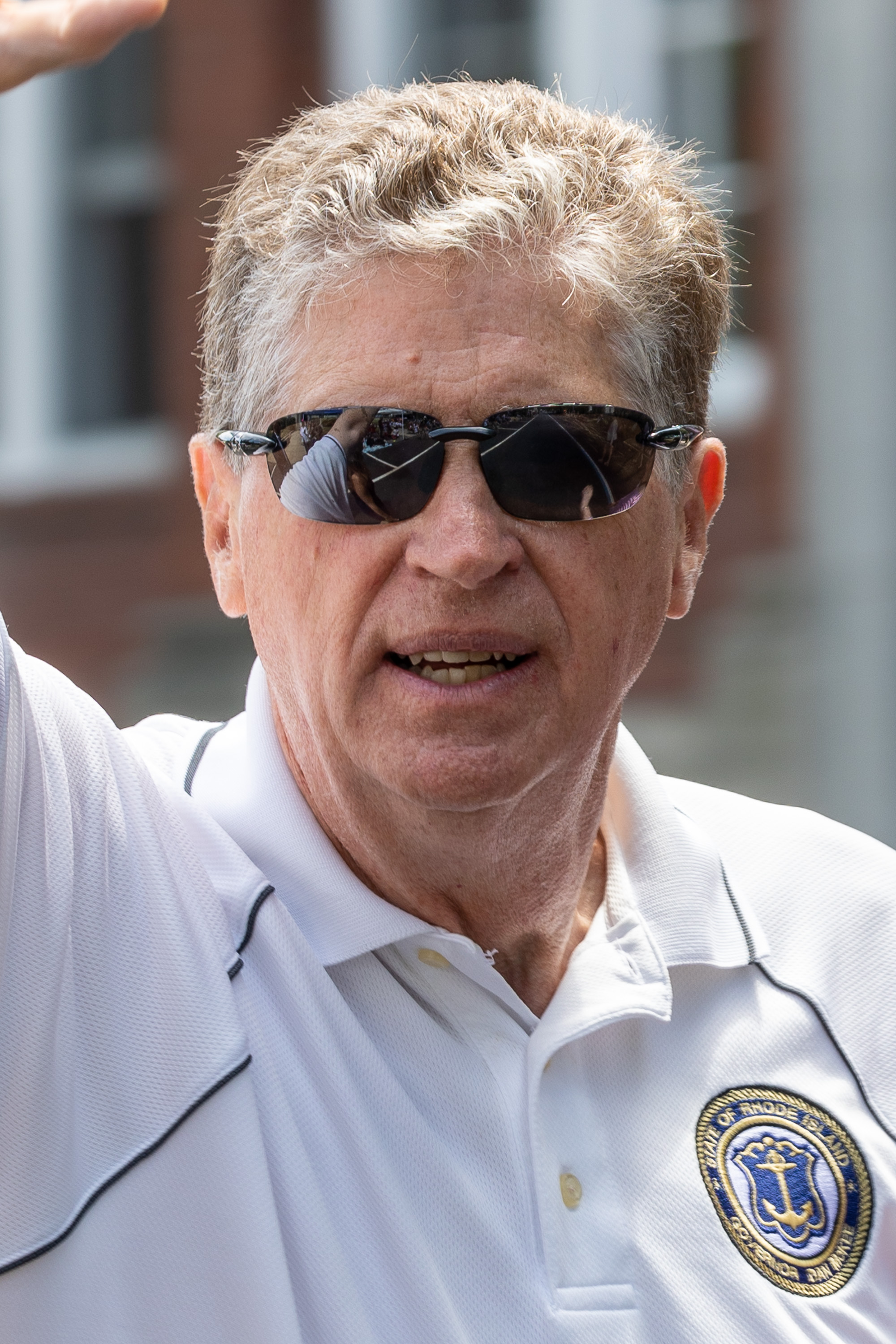
Le gouverneur actuel du Rhode Island, Daniel McKee.

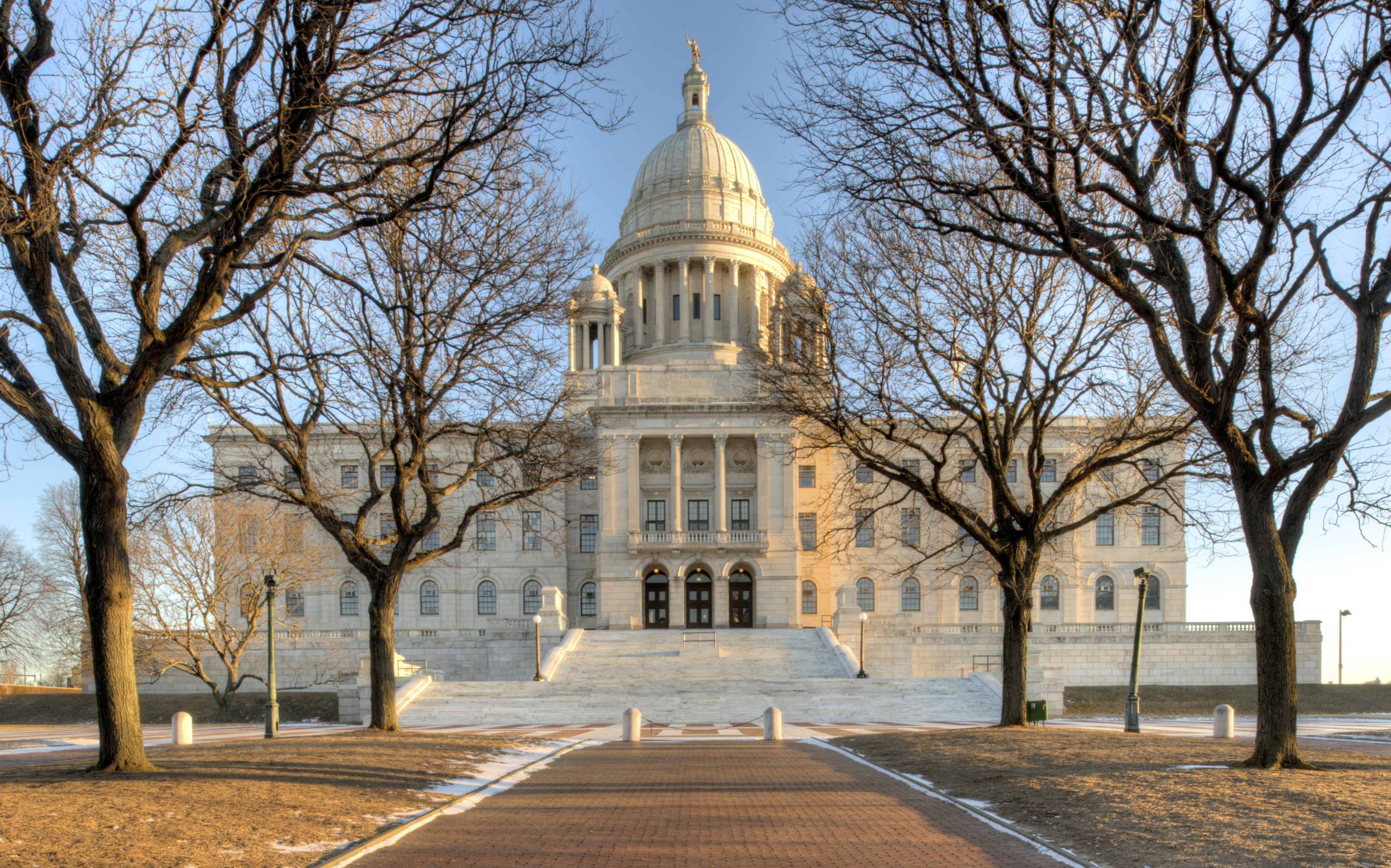
Rhode Island State Capitol

Depuis le 2 mars 2021, le démocrate Daniel McKee occupe le poste gouverneur du Rhode Island. Le lieutenant-gouverneur est la démocrate Sabina Matos.
Les deux chambres de l'Assemblée générale du Rhode Island sont contrôlées par les démocrates.
L’État du Rhode Island est l’un des 15 États des États-Unis, sur 50, à ne pas avoir la peine de mort dans sa législation.

### Représentation fédérale
Lors de la législature 2019-2021, la délégation des élus du Rhode Island au Congrès des États-Unis est composée des sénateurs démocrates Jack Reed et Sheldon Whitehouse et des représentants démocrates David Cicilline et James Langevin.

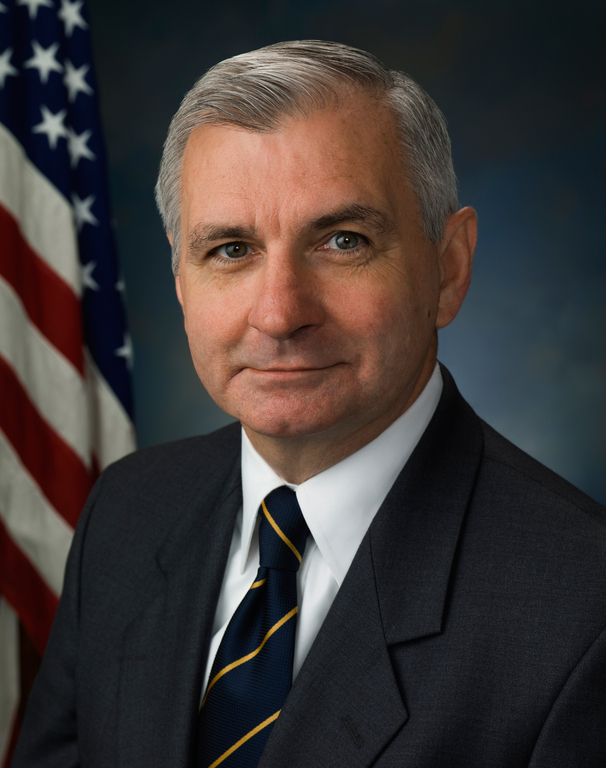
Jack Reed, sénateur depuis 1997.
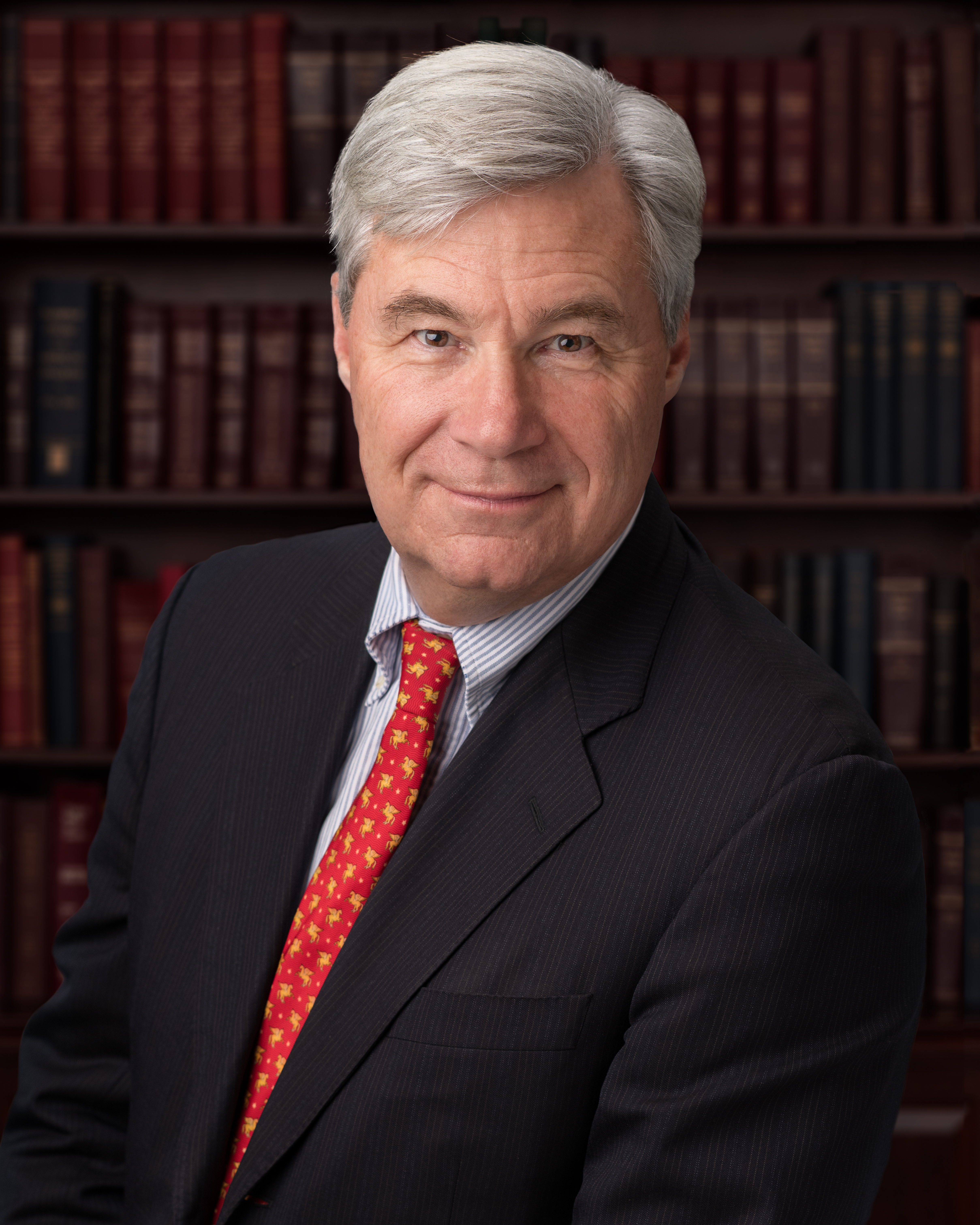
Sheldon Whitehouse, sénateur depuis 2007.

### Police d’État du Rhode Island
Compétente sur la totalité des grands axes et autoroutes de l’État, la RISP (Rhode Island State Police) dispose de 190 policiers et de 43 personnels administratifs sous les ordres d’un superintendant.[réf. souhaitée] Elle dispose de cinq sites principaux et des services suivants : Charitable Gaming Unit, Special Weapons And Tactics, Dive Team (plongeurs), Intelligence Unit, Detective Unit (police judiciaire), Governor's Security Unit, Commercial Vehicle Enforcement Unit, Training Academy. L’arme de service est le Sig-Sauer P226 DAK en .357 SIG (remplaçant le Smith & Wesson Model 19 en .357 Magnum).[réf. souhaitée]

## Économie
L’industrie (métallurgie, agroalimentaire, textile, électronique, chimie, mécanique) et les activités tertiaires (commerce, banques, tourisme) sont très développées. L’État possède des stations balnéaires et quelques monuments historiques (Friends Meetinghouse, 1699 ; la Synagogue Touro, la plus ancienne synagogue des États-Unis, construite en 1763 ; The Breakers, riche hôtel particulier construit en 1895).

## Culture

### Manifestations
- Festival de jazz de Newport, en août chaque année depuis 1954.

### Sites d'importance
Centres historiques
- Les manoirs de Newport
- La synagogue Touro

Centres culturels
- WaterFire (en)

### Éducation et universités
- Université Brown
- Université Bryant

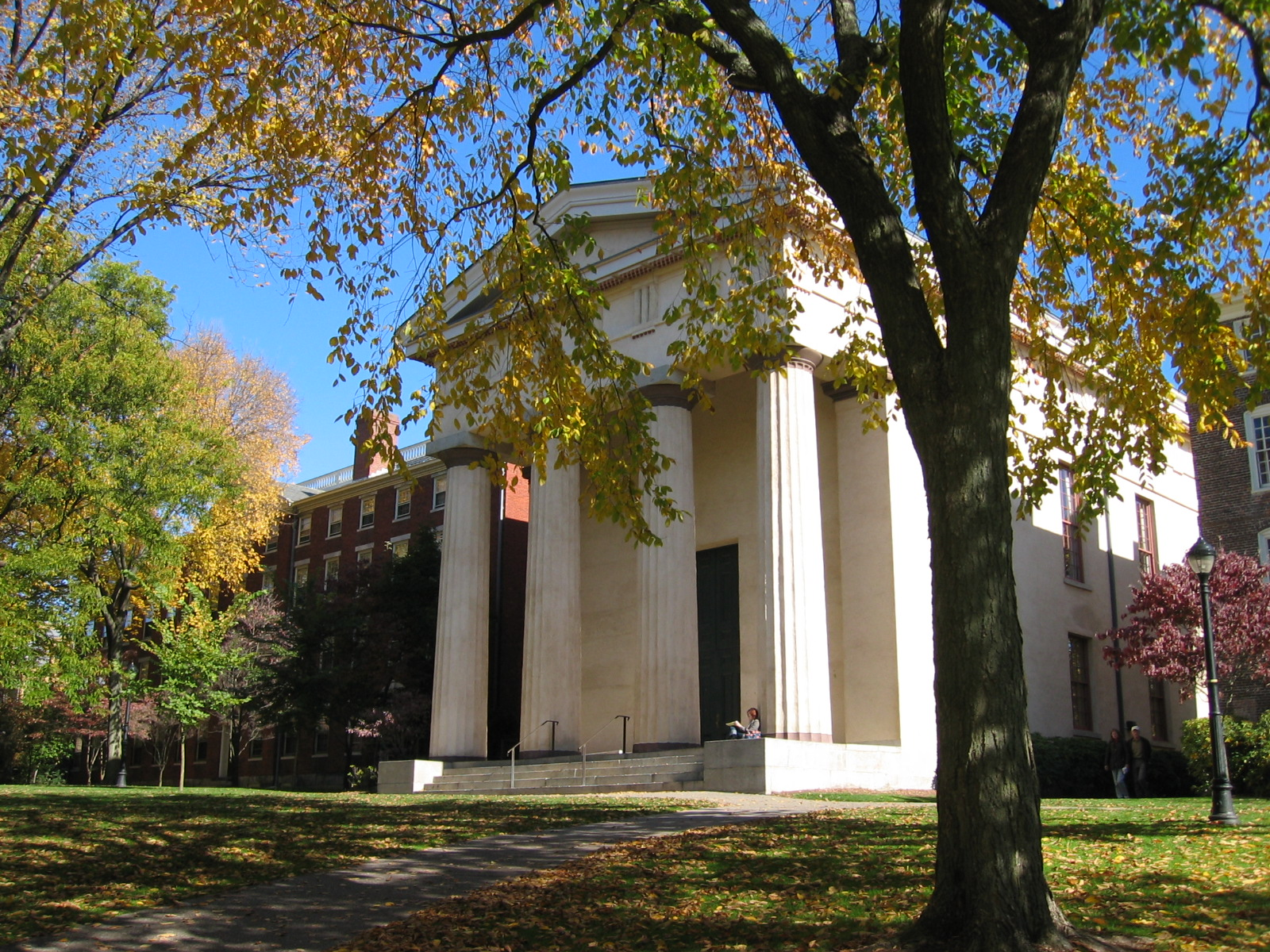
Un hall de l'université Brown.

- Université Johnson et Wales (en)
- Naval War College
- Providence College
- Rhode Island College (en)
- Université du Rhode Island
- École de design du Rhode Island (RISD)
- Université Roger Williams

### Gastronomie

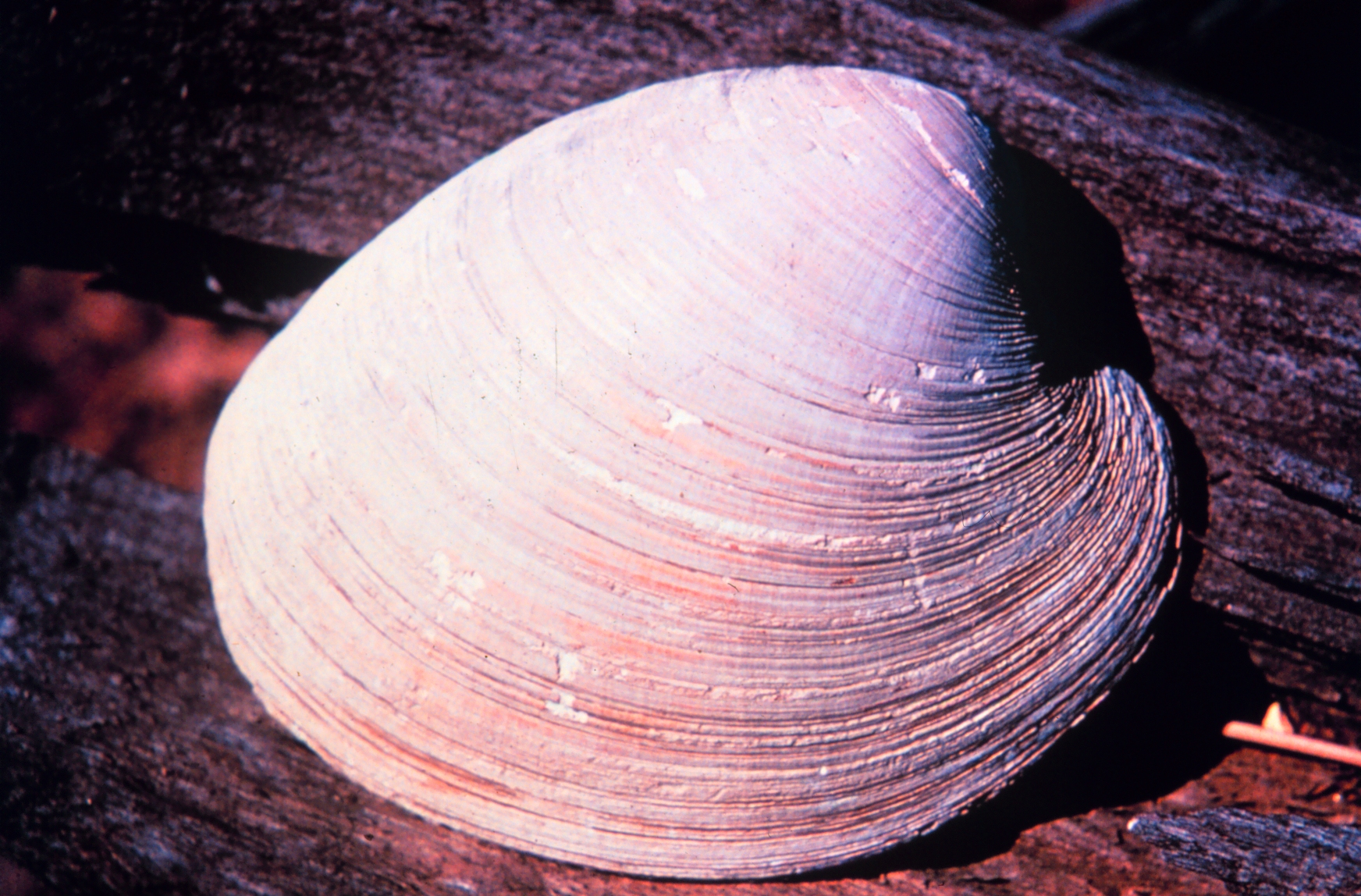
Les quahogs sont utilisés dans la cuisine du Rhode Island.

Parmi les plats les plus représentatifs du Rhode Island on retrouve,, :
- le Calmar ;
- les raviolis de homard ;
- le clam cake (en) ;
- le doughboy (en) ;
- la Italian tomato pie (en) ;
- le zeppole ;
- le Coffee cabinet (en) ;
- le quahog fourré (en) ;
- le Hot wiener (en).

## Sport
- Les Bruins de Providence
- Tournoi de tennis de Newport (aussi connu sous le nom de Hall of Fame Open)